# 鱗睡鯊
鱗睡鯊（学名：Zameus squamulosus），又名異鱗鯊、睡鯊、狗鮫、異鱗鮫，为夢棘鮫科鱗睡鯊屬下的唯一种，發現於全世界64°N 至 48°S水深 0 到 2,000 公尺深的海域，體長可達 84（33英寸），為卵胎生。雖然夢棘鮫科下的物種多半不具有生物發光的能力，但是鱗睡鯊在腹部表皮上卻有發光器。